# Carmen, la que contaba 16 años
Carmen, la que contaba 16 años és una pel·lícula veneçolana amb un rerefons crític de la societat i la política de finals de la dècada de 1970. És la sisena producció de l'escriptor, director i productor Román Chalbaud. Va ser gravada a La Guaira, Veneçuela. i basada en una novel·la de Prosper Mérimée.

## Argument
Carmen (Mayra Alejandra) és una noia que coqueteja amb un home anomenat José Navarro (Miguel Ángel Landa), arrossegant-lo al món del delicte. José Navarro, sense importar-li perdre la seva carrera professional dins de la Guàrdia Nacional i la seva reputació, cedeix a les seves passions.

## Repartiment
- Mayra Alejandra † (Carmen La Cabaretera †)
- Miguel Ángel Landa (Sargento José Navarro)
- William Moreno † (torero Félix Reverte)
- Rafael Briceño † (El Tuerto García †)
- Arturo Calderón † (Gusano Eh Queso †)
- Víctor Cuica (actuación especial)
- María Antonieta Gómez † (La Perica)
- Bertha Moncayo † (La Pelaguevo)
- Balmore Moreno (Tijereta)
- José Rodríguez (El Espaturrao †)
- Nancy (La Maladra Isabel)
- Carlos Márquez † (coronel Manuel Castro)
- Pilar Romero † (Micaela)
- Renato Gutiérrez (teniente del Ejército)
- Manolo Vásquez (don Bienmesabe)
- Juan Galeno † (Pata Eh Mula)
- Julio Mujica (Cachicamo)
- Luis Pardi † (Sr. Luis Pinnardi)
- Asdrubal Meléndez (Plutarco †)
- Luis Calderón † (doctor)
- Haydee Tosta † (Cuarto Bate †)
- Pedro Duran (actuación especial)
- Verónica Doza (Emira)
- Mechita Marcano (tía de Micaela)
- Gerónimo Gómez † (distinguido de la Guardia)
- Kiko Fonseca † (El Colombiano)
- Adela Cisneros † (tía de Micaela)
- Felicia Rodríguez (señora)
- Oscar Suárez (actuación especial)
- Carlos Guerrero (El Capitán)
- José María Alegría (guardia Loyo)
- René Vanegas (policía)
- Mariluz Hernández (mesonera)
- Igor Reveron † (motorizado)
- Antonia Mejias (Mildred)
- José María García (guardia II)
- Rovi (borracho Malavarista)
- Osvaldo Álvarez (Morcilla Enyasa)
- Nury Flores (Catira del Bar)